# Embia lecerfi
Embia lecerfi är en insektsart som beskrevs av Ross 1966. Embia lecerfi ingår i släktet Embia och familjen Embiidae. Inga underarter finns listade i Catalogue of Life.